# Eugen Brote
Eugen Brote (Rășinari, 1850-Braşov, 1912) fue un político, agrónomo y periodista rumano.

## Biografía
Nacido el 29 de noviembre de 1850 en la comuna de Rășinari, en Transilvania, completó sus estudios en la escuela secundaria de Sibiu y terminó los cursos de la academia agrícola en Ungarisch-Altenburg. Al regresar a su país natal, se hizo cargo de la finca paterna cerca de Sibiu y se ocupó especialmente de la ganadería. En 1874 fue elegido diputado del sínodo de la archidiócesis de Transilvania, del que fue miembro hasta 1888. En 1877, el sínodo también lo eligió miembro del consistorio arzobispal, como asesor-referente. De 1876 a 1888 fue interventor y tesorero del comité de la Asociación de Transilvania. Colaborador de la Foiţa Telegrafului de Sibiu, contribuyó con sus escritos a la aceptación de la ortografía fonética a través de escuelas y publicaciones. En 1880 fundó en Sibiu la "Reuniunea română de agricultură" de la que fue presidente hasta 1888, y bajo sus auspicios se establecieron sindicatos agrícolas y bancos populares en muchas comunas rumanas. Miembro del Partido Nacional de Transilvania, se separó del antiguo grupo en 1888 y asumió la dirección del periódico Tribuna de Sibiu.
Integrado en el movimiento nacional de los Cárpatos, en 1893 fue acusado en varios juicios políticos y de prensa y se refugió en Rumania, instalándose en Bucarest, donde imprimió en 1895 Un memoriu politic. Cestiunea română în Transilvania şi Ungaria. En nombre de la Academia Rumana, supervisó y coordinó la impresión de los discursos del rey Carol I publicados en 1897 con el título Trei-ḑeci de ani de domnie aĭ regelui Carol I. Cuvîntări şi acte. Falleció el 5 de diciembrejul./ 18 de diciembre de 1912greg. en Braşov. Sobre su figura se publicó en 1975 una biografía titulada Eugen Brote (1850-1912), escrita por Lucian Boia.